# Storfjellet
Storfjellet est une petite île inhabitée de Norvège située dans la commune de Røst dans la mer de Norvège. 